# مايكي فريبرج
ماريا (مايكي) إليزابيث فريبرج (بالإنجليزية: Maria "Maikki" Elisabeth Friberg)‏ هي معلمة فنلندية، ومحررة في المجلات، ومُنادية بمنح المرأة حق الاقتراع، وناشطة سلام، ولدت عام 1861 وتوفيت عام 1927. تُذكر لمشاركتها في الحركة النسائية الفنلندية، وخاصةً بصفتها رئيسة منظمة حقوق المرأة الفنلندية «سومن نيسيديستس»، ومؤسسة مجلة المرأة  نايستاني (صوت المرأة) ومحررة فيها. سافرت كثيرًا، ساعيةً إلى إيصال صورة فنلندا إلى الخارج من خلال مشاركتها في المؤتمرات الدولية ومساهمتها في الصحافة الأجنبية.

## سيرة حياتها
وُلدت ماريا إليزابيث فريبرج في 5 يناير عام 1861 في مدينة كانكانبا، وهي ابنة كارل أرفيد فريبرج وفاني أديلايد بويجر. بعد وقت قصير من وفاة والدها، انتقلت والدتها مع أولادها إلى مدينة تامبيري حيث فتحت دارًا للضيافة. التحقت فريبرج بالمدرسة السويدية للنساء في مدينة هلسنكي، وهناك نجحت في دورة لتدريب المعلمين.
في عام 1883، حصلت فريبرج على وظيفة تدريس في المدرسة الثانوية الشعبية في هلسنكي، واستمرت فيها حتى عام 1912. درست في مدينتي برلين وزيورخ، وتخرجت من جامعة برن عام 1897 بأطروحة حول القانون الشعبي الشمالي (تشير كلمة الشمالي إلى إسكندنافيا أو فنلندا أو آيسلندا). وبعد ذلك، حضرت محاضرات حول الاقتصاد في جامعة بروكسل، وأصبحت تجيد الألمانية والفرنسية والإنجليزية بطلاقة. سافرت في رحلات دراسية متكررة في أنحاء أوروبا حتى عام 1906، ما صقل خبرتها في طرائق التدريس. وتعرّفت أيضًا على الشعوب الإسكندنافية الأخرى، وخاصة الدنماركية.
في أثناء سفرها عام 1906، أصبحت فريبرج مهتمة بالحركات النسائية، وحضرت مختلف الاتفاقيات والمؤتمرات، إذ مثّلت رابطة النساء الفنلنديات (رابطة الاتحاد النسائي) في الكثير من الأحيان. وفي عام 1906، في اجتماع التحالف الدولي للمرأة في مدينة كوبنهاغن، كانت آراؤها حول حقوق التصويت موضع ترحيب خاص، إذ اكتسبت النساء الفنلنديات حق التصويت في ذلك العام. في هذه المرحلة، اهتمت على وجه التحديد بالسلم والاعتدال، ومع ذلك، واصلت نشر المعرفة عن فنلندا، إذ ألقت محاضرات عن المدارس الفنلندية والسامية في ألمانيا والنمسا والدنمارك، بما في ذلك سياسة الحكومة الروسية في إعاقة الحكم الذاتي الفنلندي.
بعد 30 عامًا من خوض تجربة تعليمية واسعة، تقدمت فريبرج عام 1912 بطلب لتشغل منصب نائب مفتش في مدارس هلسنكي الشعبية، ولكن جوس ماتسون من مجلس مدينة هلسنكي -وهو الجهة المفوضة بتنظيم الانتخابات- عُيّن في هذا المنصب. نتيجة لذلك، شعرت فريبرج باستياء شديد لدرجة أنها قررت ترك مهنة التدريس، وفضلت تكريس وقتها لقضايا المرأة.
كانت فريبرج عضوًا في رابطة النساء الفنلنديات منذ عام 1889، وخدمت في مجلس الإدارة من عام 1907 حتى عام 1924، وعضوًا في رابطة الاتحاد التي شاركت في تأسيسها عام 1892، وترأستها منذ عام 1920 وحتى عام 1927. وكانت فريبرج ناشطة أيضًا في رابطة السلام الفنلندية فريدسفوربوند، وساهمت أيضًا بنشر مقالات في الصحف الفنلندية والأجنبية، وأسست مجلتها الخاصة نايستاني (صوت المرأة) عام 1905 التي عملت محررةً لها حتى وفاتها. عام 1909 نشرت رواية في مجلتها  نايستاني عن مؤتمر التحالف الدولي للمرأة في لندن.
تُوفيت ماكي فريبرج في هلسنكي في 6 نوفمبر عام 1927.